# آمرزش‌خوانی جنگ
آمرزش‌خوانی جنگ (انگلیسی: Assembly) فیلمی در ژانر درام است که در سال ۲۰۰۷ منتشر شد. از بازیگران آن می‌توان به ژانگ هانیو و هو جون اشاره کرد.